# تونستال، سافک
تونستال (به انگلیسی: Tunstall) یک روستا و محله مدنی در بریتانیا است که در Suffolk Coastal واقع شده‌است. تونستال ۵۱۳ نفر جمعیت دارد.